# أغبالة
أغبالا هي مدينة مغربية وسط شمال البلاد. تقع اغبالة بجبال الأطلس المتوسط إقليم بني ملال وتضم 12.781 نسمة (إحصاء رسمي 2014). عرف سكانها برفض الاستعمار الفرنسي، وتشبتهم بالمقاومة، ويشهد على ذلك مشاركتهم في معركة تازيزاوت 

## التسمية
أصل الكلمة مشتقة  من كلمة اغبالو التي تعني العين منبع المياه  بالأمازيغية وأضيفت عندما تم تعريب أسماء المدن المغربية.

## جغرافيا

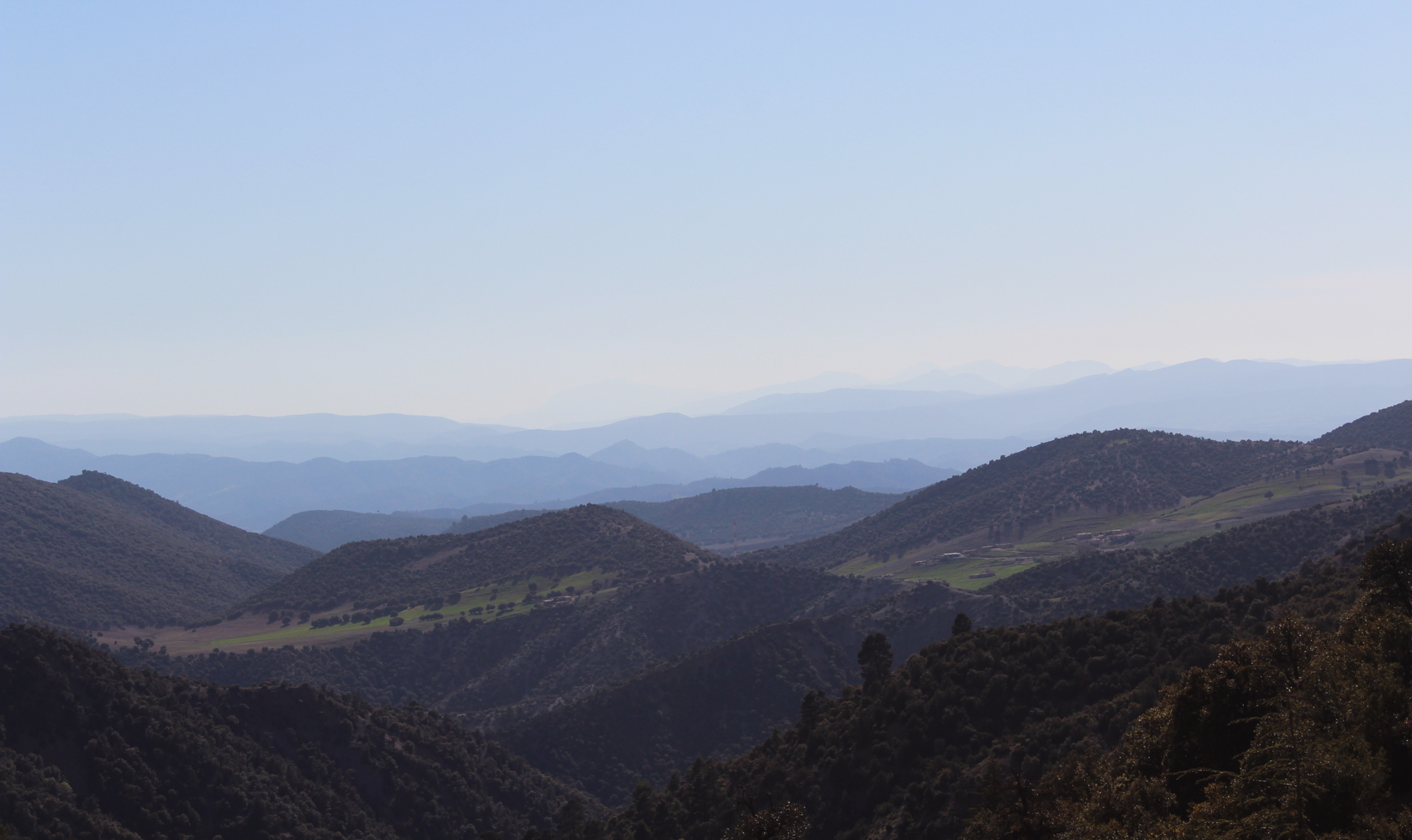
جبال أغبالة

## ديموغرافيا
من عام 1994 إلى عام 2004، بلغ عدد سكان بلدة أغبالة الريفية 11,734 إلى 12,400 نسمة (يبلغ عددهم على التوالي 2,319 و2,573 مليون نسمة)، بلا أجانب، وهم مركز حضري يبلغ عددهم 5,822 إلى 6, 300 (على التوالي بما يصل إلى 1334 و1503 رحلة)؛
في عام 2014، ضمت البلدية 12,981 ساكنًا و2,943 مسكنًا، ويبلغ عدد سكانها المركزي 6,745 ساكنًا، و1,776 ساكنًا.

## الآعلام
- توكرات أولت عيسى: شاعرة أمازيغية
- عيشة أوزين أو عيوزين: شاعرة